# Rokitki (stacja kolejowa)
Rokitki – stacja kolejowa w Rokitkach, w gminie Chojnów, w województwie dolnośląskim, w Polsce.

## Ruch pasażerski
| Rok  | Wymiana pasażerska na dobę |
| ---- | -------------------------- |
| 2017 | 50-99                      |
| 2022 | 50-99                      |

## Historia
Stacja została oddana do użytku w roku 1875, wraz z budową odcinka relacji Miłkowice – Rokitki – Wierzbowa Śląska – Żagań – Jasień, będącego skrótowym fragmentem newralgicznej wówczas Kolei Dolnośląsko-Marchijskiej.

## Ruch
Przez stacje przebiegają trzy linie:
- linia kolejowa nr 316 – Złotoryja – Rokitki (przez Chojnów), na odcinku Złotoryja – Chojnów rozebrana,
- linia kolejowa nr 303 – Rokitki – Kożuchów, nieczynna na odcinku Chocianów - Kożuchów.
- i jedyna czynna linia kolejowa nr 275 Wrocław Muchobór – Żagań  (Gubinek / Guben).

## Galeria

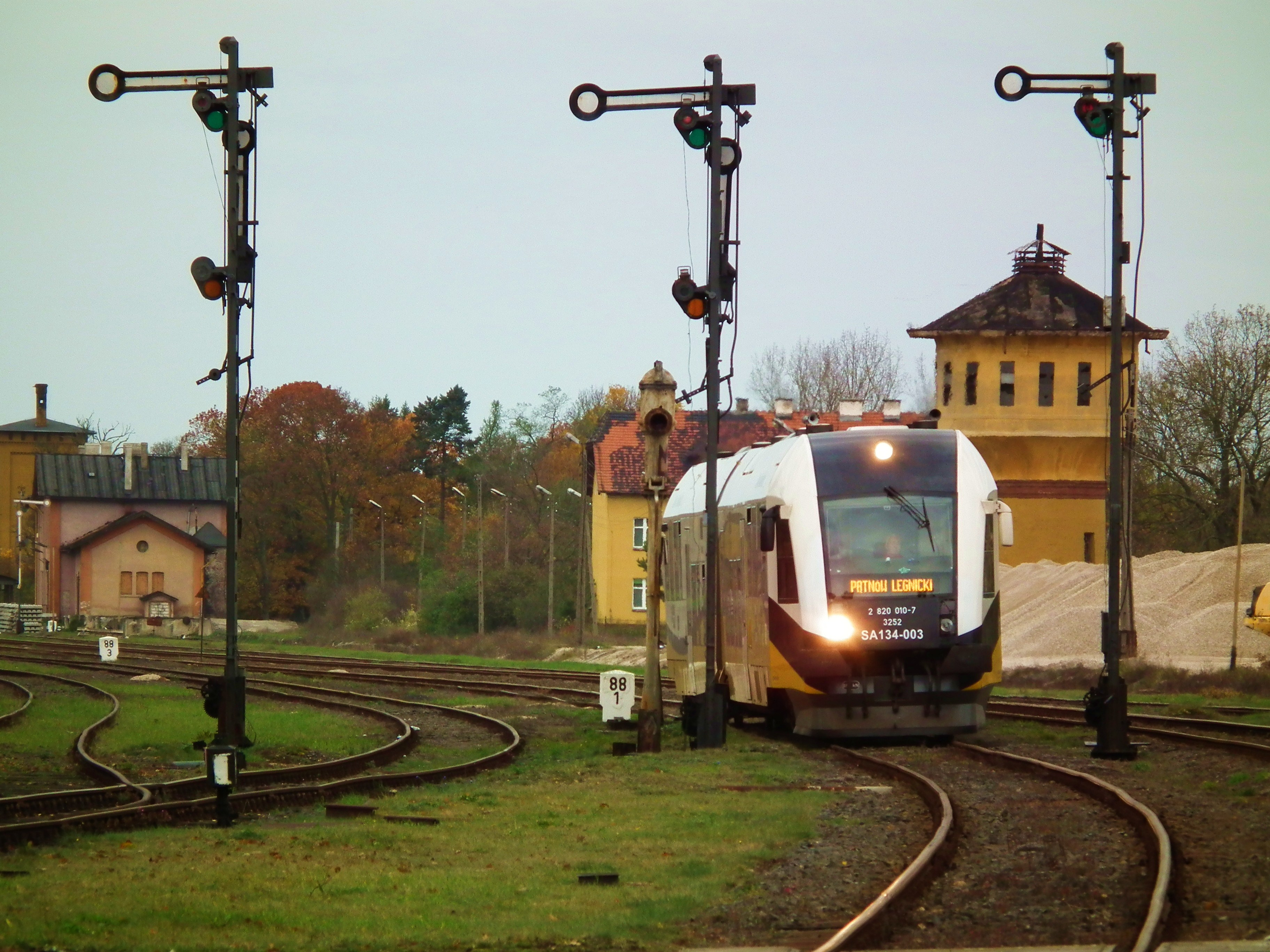
Semafory kształtowe
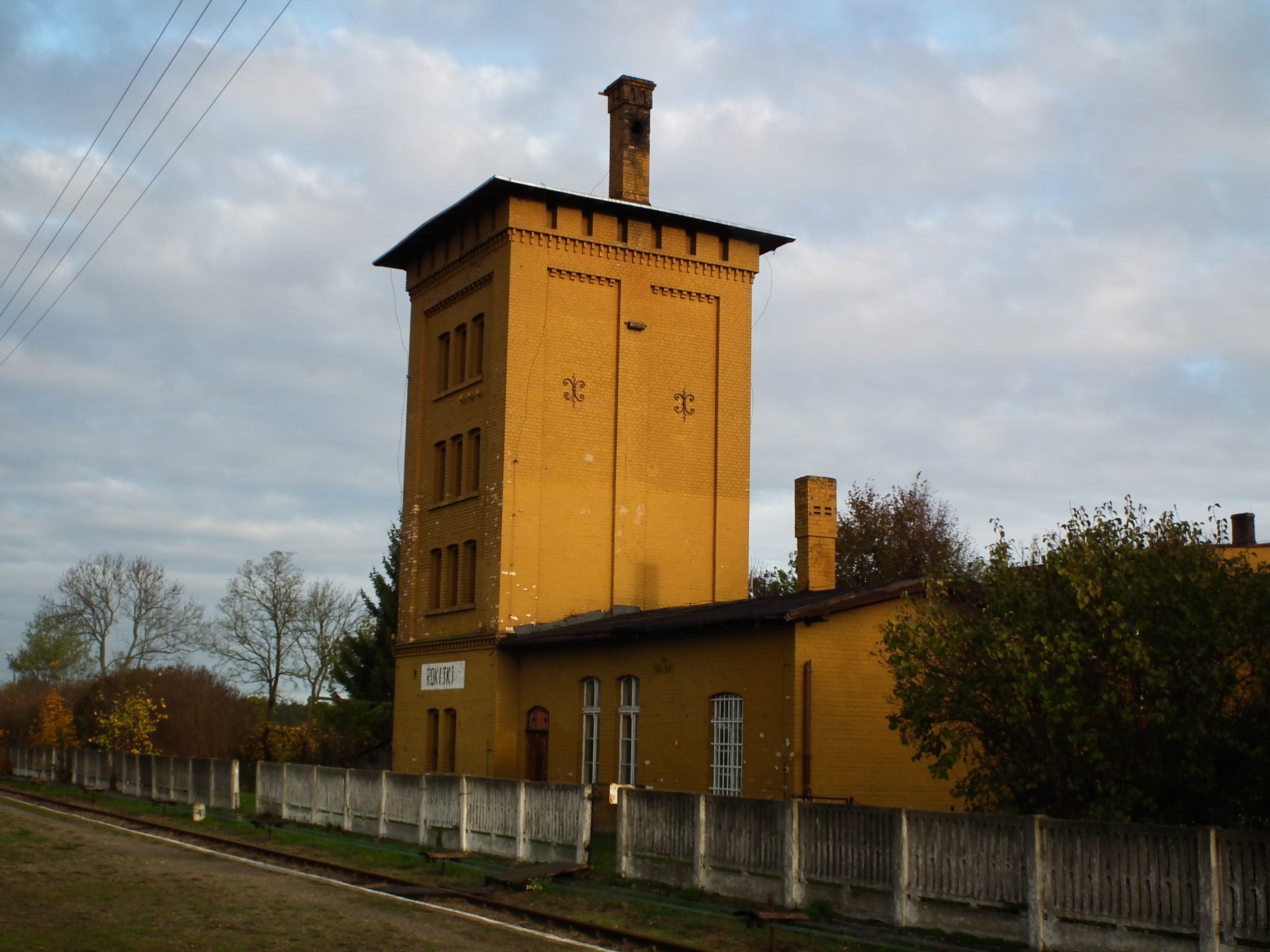
Wieża wodna
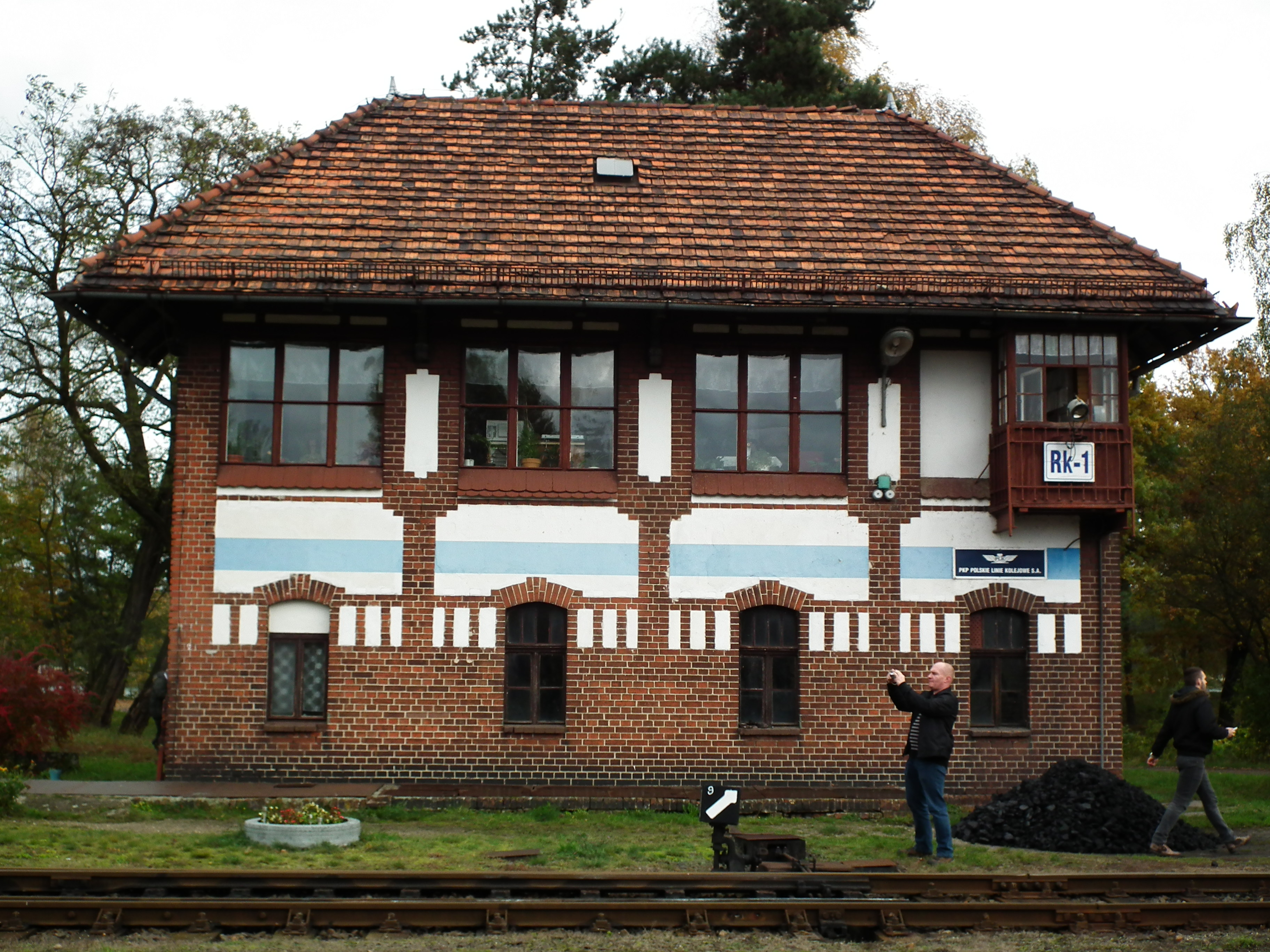
Nastawnia